# 링크 & 코 Z10
링크 & 코 Z10(영어: Lynk & Co Z10, 중국어 간체자: 领克Z10, 병음: Lǐng kè Z10)은 링크 & 코에서 2024년부터 생산 중인 플러그인 하이브리드 고급 세단이다.

## 개요

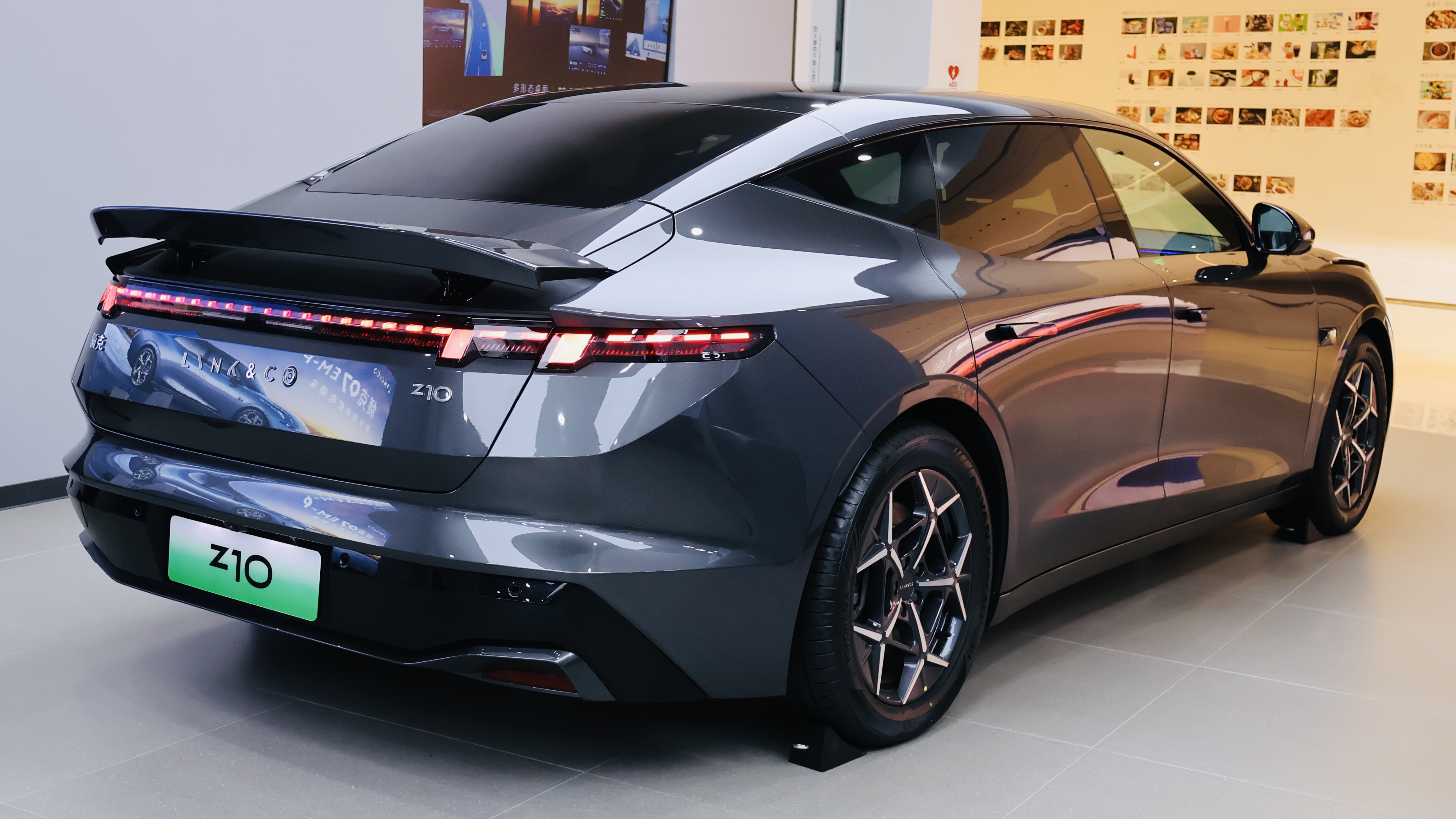
후면

Z10은 2024년 여름 중국에서 발표된 링크 & 코 더 넥스트 데이에서 미리 선보였으며 새로운 모델 라인을 발표하였다.
Z10은 링크 & 코에서 생산 중인 최초의 전기 자동차이다.
Z10은 관련 차량인 지커 001과 여러가지 디자인 요소를 공유한다.

## 사양
71~95kWh 용량의 배터리와 200~580kW(272~789hp)의 출력과 343~810N·m의 토크를 발휘하는 전기모터가 장착되어 있으며 3.5~6.8초 만에 시속 100km/h까지 가속한다.

## 판매량
| 년도 | 중국  |
| ---- | ----- |
| 2024 | 6,434 |